# Carolyn Howe
Carolyn Howe –conocida como Carrie Howe– (Grosse Pointe, 13 de mayo de 1981) es una deportista estadounidense que compitió en vela en la clase Yngling.
Ganó tres medallas en el Campeonato Mundial de Yngling entre los años 2005 y 2007. Participó en los Juegos Olímpicos de Pekín 2008, ocupando el séptimo lugar en la clase Yingling.

## Palmarés internacional
| \| Campeonato Mundial \| Campeonato Mundial \| Campeonato Mundial \| Campeonato Mundial \| \| Año \| Lugar \| Medalla \| Clase \| \| ------------------ \| --------------------- \| ------------------ \| ------------------ \| \| 2005 \| Mondsee (Austria) \| Medalla de oro \| Yngling \| \| 2006 \| La Rochelle (Francia) \| Medalla de bronce \| Yngling \| \| 2007 \| Cascaes (Portugal) \| Medalla de plata \| Yngling \| |                       |                   |         |
| Campeonato Mundial |                       |                   |         |
| Año | Lugar                 | Medalla           | Clase   |
| 2005 | Mondsee (Austria)     | Medalla de oro    | Yngling |
| 2006 | La Rochelle (Francia) | Medalla de bronce | Yngling |
| 2007 | Cascaes (Portugal)    | Medalla de plata  | Yngling |